# Wilbur Richard Knorr

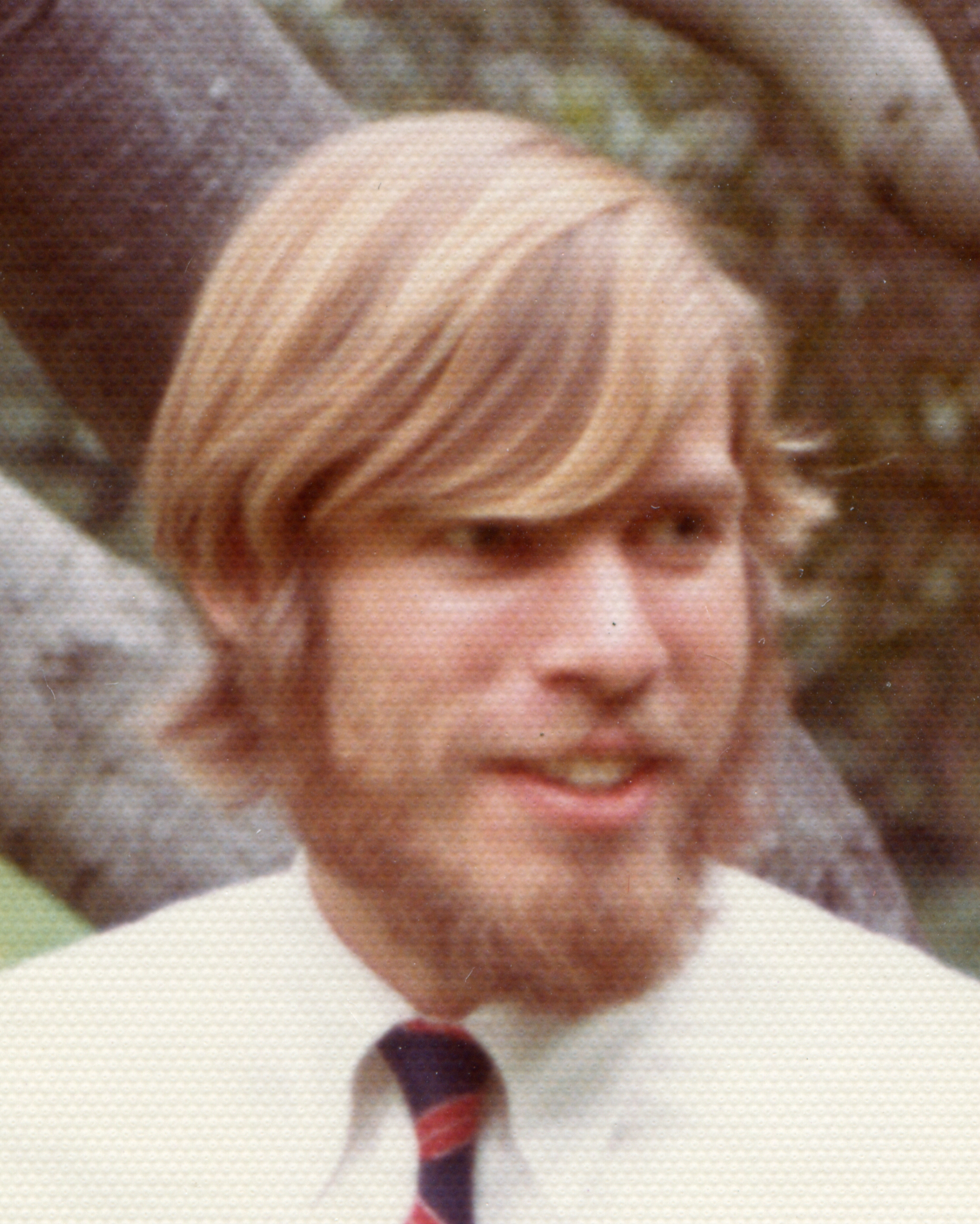
Wilbur Richard Knorr (1973)

Wilbur Richard Knorr (* 29. August 1945 in Brooklyn, New York City; † 18. März 1997 in Palo Alto) war ein US-amerikanischer Mathematikhistoriker.

## Leben
Knorr studierte an der Harvard University, wo er 1968 seinen Masterabschluss machte (Bachelorabschluss 1966 summa cum laude) und 1973 bei John E. Murdoch und G. E. L. Owen promoviert wurde. Er studierte dort Wissenschaftsgeschichte, Altgriechisch, Arabisch und Hebräisch (er hatte linguistische Begabung und brachte sich diese Sprachen selbst bei). Während seiner Promotionszeit war er Teaching Fellow in Harvard und Assistant Professor an der University of California, Berkeley. Als Post-Doktorand war er ein Jahr an der Universität Cambridge, danach vier Jahre als Professor am Brooklyn College, ein Jahr am Institute for Advanced Study (1978/79) und danach Professor an der Stanford University. Er starb an Hautkrebs.
Knorr war für seine Studien über Euklid, Archimedes, Apollonios von Perge bekannt. Schwerpunkt war am Anfang die Entwicklung der griechischen Mathematik von der Zeit vor Euklid bis Archimedes und Apollonios, ihr Charakter, ihre Grundlagen und ihre Methoden. Das war Gegenstand seiner Dissertation, die von der Analyse einer berühmten Stelle in Platons Theaitetos (Irrationalitäten in der Wurzelschnecke) ausgeht. Statt den Pythagoräern schreibt er die Entdeckung der Irrationalitäten den in Platos Dialog vorkommenden Theodoros von Kyrene und Theaitetos zu und entsprechend auch einige Bücher von Euklids Elementen. Grundsätzlich unterschied er einen älteren Corpus (bis auf die Zeit von Hippokrates von Chios zurückgehend, hauptsächlich Dreiecke, Winkel behandelnd, Buch 1, 3, 6) und einen jüngeren Corpus (Buch 2, 4, 10, 13, hauptsächlich Rechtecke und Flächeninhalte, Theaitetos, Theodorus und Eudoxos von Knidos). Daraus entstand das Buch The evolution of the Euclidean elements und Knorr war einer der Führer in der Neubewertung der Entwicklung der griechischen Mathematik, die nicht so sehr von späteren mathematischen Konzepten ausgeht (wie die klassischen Autoren auf diesem Gebiet Paul Tannery, Hieronymus Zeuthen, Thomas Little Heath, Bartel Leendert van der Waerden) sondern von einer Betrachtung innerhalb der Mathematik ihrer Zeit. Dabei legte er akribisch Wert auf Details und konnte dabei auch scharfzüngig Kontroversen auslösen. 1996 veröffentlichte er zum Beispiel eine Kritik der bis dahin als solide geltenden Euklid-Ausgabe von Johan Ludwig Heiberg (er sprach sich für eine Bevorzugung der arabischen Überlieferung wie 1881 Martin Klamroth aus). Später befasste er sich mit der Überlieferung von Texten und ihrer Weitergabe von der Antike über die Araber bis ins mittelalterliche Europa. Zuletzt befasste er sich mit Texten der Mathematik des Mittelalters, kam aber nicht mehr dazu viel darüber zu veröffentlichen.
In seinen Textual studies in ancient and medieval geometry diskutiert auf der Hälfte der rund 800 Seiten die Überlieferung von Archimedes’ Die Kreismessung (wobei er spekulierte, dass Hypatia den Text herausgab). In einer Neuausgabe des Archimedes-Buches von Eduard Jan Dijksterhuis (Princeton University Press 1987) gab er einen Überblick über den neueren Forschungsstand.
Knorr war Mitherausgeber von Historia Mathematica, von Isis und des Archive for History of Exact Sciences.
In seiner Jugend und als Student (erste Geige im Harvard Orchestra) war er ein begabter Violinspieler, was er aber in Stanford aufgab, da ihm die Zeit fehlte. Eines seiner Hobbys waren Textstudien über die Bibel, worüber er aber nichts veröffentlichte.

## Schriften
- The evolution of the euclidean elements. A study of the theory of incommensurable magnitudes and its significance for early greek geometry, Dordrecht, Reidel 1975
- Ancient sources of the medieval tradition of mechanics, Florenz 1982 (Supplement der Annali dell'Istituto e Museo di Storia della Scienza)
- The ancient tradition of geometric problems, Boston 1986, Reprint Dover 1993
- Textual studies in ancient and medieval geometry, Boston 1989
- Archimedes lost treatise on the centers of gravity of solids, Mathematical Intelligencer 1978/9
- Archimedes and the Elements. Proposal of a revised chronological ordering of the Archimedean corpus, Archive Hist. Exact Sciences, Band 19, 1978, S. 211–290
- Bibliographischer Anhang zur Neuausgabe von Dijksterhuis Archimedes, Princeton UP 1987
- Archimedes, in: Jacques Brunschwig, Geoffrey E. R. Lloyd, Pierre Pellegrin (Hrsg.), Greek Thought. A Guide to Classical Knowledge, Belknap Press, Harvard UP 2000, S. 544–553
- Knorr: La croix des mathematiciens - Euclids theory of irrational lines, Bulletin AMS, Bd. 9, 1983, S. 41